# Baia di Camden
La baia di Camden (in inglese Camden Sound) è un'insenatura relativamente ampia nell'Oceano Indiano situata nella regione del Kimberley, nell'Australia Occidentale. La baia è delimitata dall'arcipelago Bonaparte a nord-est, dall'arcipelago del Bucaniere a sud-ovest e dalla scogliera di Montgomery (l'estensione orientale della baia di Collier) a sud.
La baia è un'area importante per la presenza di numerosi animali marini, in particolare varie specie di balene, e ospita la più grande popolazione mondiale di megattere. Il Lalang-garram / Camden Sound Marine Park è gestito congiuntamente dal Department of Biodiversity, Conservation and Attractions del governo dell'Australia Occidentale. Il parco marino si trova a circa 300 km (190 miglia) a nord-est di Broome ed è il secondo parco marino più grande dell'Australia Occidentale dopo la Baia degli Squali. A partire dal 2020, esiste una pianificazione per includere questo e altri tre parchi marini vicini in un unico grande parco marino chiamato Lalang-gaddam Marine Park (precedentemente chiamato Great Kimberley Marine Park).

## Storia
Le popolazioni aborigene vivevano e pescavano nella zona per molto tempo prima della colonizzazione dell'Australia Occidentale.
La baia di Camden fu "scoperta" dal capitano Phillip Parker King sulla HMS Bathurst il 15 agosto 1821 e così nominato in onore di John Pratt, I marchese di Camden.
Nell'insenatura, Camden Harbour fu un insediamento di breve durata.
Tre rivendicazioni di titoli nativi sono state registrate nell'area del parco marino da parte dei gruppi nativi Dambimangari, Uunguu e Mayala. La rivendicazione dei Dambimangari si estende sulla maggior parte del parco, la rivendicazione dei Uunguu ricopre una piccola porzione del bacino di San Giorgio e quella Mayala occupa l'estremità sud-occidentale del parco.

## Descrizione
La baia di Camden è delimitato dall'arcipelago Bonaparte a nord-est (l'isola Augustus è la più grande di questo gruppo), dall'arcipelago Buccaneer a sud-ovest (che si estende fino all'isola Sunday) e dalla scogliera di Montgomery (l'estensione orientale della baia di Collier) a sud. La baia di Camden comprende Champagny, Byam Martin e le isole Heywood a ovest (tutte parte dell'arcipelago Bonaparte) e l'isola Bumpus, Rice Rocks, l'insenatura di Sampson, la baia di Deception e Prior Point a sud.
Non c'è accesso stradale e la città più vicina è Kalumburu, 268 km (167 miglia) a est.
L'area è una ría all'estremità occidentale della catena montuosa MacDonald, le isole che si trovano all'interno della baia sono caratteristiche emergenti residue formate da formazioni di basalto e arenaria.
Come il resto della costa del Kimberley, l'area è caratterizzata da un'estrema variazione di marea fino a 11 m durante una marea primaverile.

## Importanza ambientale
L'area ha ricevuto il riconoscimento mondiale come area cruciale di riproduzione e parto per la popolazione di megattere del gruppo D di riproduzione (Megaptera novaeangliae) - con circa 22.000 individui, la più grande popolazione di megattere al mondo. I cuccioli di balena vengono allattati nelle calde acque tropicali per diversi mesi finché non acquisiscono le forze per il viaggio di ritorno in Antartide per l'alimentazione estiva. La baia di Camden è ricca di altri cetacei tra cui l'orcella australiana, le balenottere azzurre, le farese, i globicefali e i tursiopi. Inoltre, l'area è circondata da barriere coralline con coralli duri e molli, tartarughe, molluschi, pesci e invertebrati marini.

### Parco marino
Il Kimberley Marine Park è un'area governativa del Commonwealth coperta dal codice Environment Protection and Biodiversity Conservation Act 1999, che copre una distesa di oceano al di fuori dei limiti della baia di Camden e di altri parchi statali, che si estende da sud della baia di King fino quasi alla cima del North Kimberley Marine Park. Quest'area è costituita principalmente da zone a uso multiplo (IUCN VI), ma comprende anche sezioni di zone del parco nazionale (IUCN II) e di protezione dell'habitat (IUCN IV), le ultime due per lo più appena fuori dalle aree della baia di Camden e quella di King.

#### Camden Sound
Il Camden Sound Marine Park è stato il primo di quattro nuovi parchi marini annunciati nell'ambito della Kimberley Science and Conservation Strategy e copre un'area di 7.062 km² (2.727 mi²). Nell'ottobre 2009, Donna Faragher, ministro dell'Ambiente dell'Australia Occidentale, annunciò che la baia di Camden sarebbe diventata il primo parco marino del Kimberley, in gran parte in riconoscimento dello status dell'area come area di crescita e riproduzione per la più grande popolazione mondiale di megattere. Il parco è il secondo più grande dell'Australia Occidentale dopo la Baia degli Squali e si collega al Prince Regent National Park. L'area comprende la scogliera di Montgomery, l'isola Champagny e il bacino di St George.
Il Lalang-garram / Camden Sound Marine Park è gestito congiuntamente dal Department of Biodiversity, Conservation and Attractions del governo dell'Australia Occidentale (ex Department of Parks and Wildlife (DPaW)) tramite la sua agenzia, la Parks and Wildlife Service e i tradizionali proprietari , il gruppo Dambimangari. È il primo parco marino gestito congiuntamente in Australia e ha beneficiato del coinvolgimento dei tradizionali proprietari della terra e delle acque. Il popolo Dambimangari scelse il nome "Lalang-garram", essendo un parola della lingua Worrorra che significa "l'acqua salata come luogo spirituale nonché luogo di abbondanza naturale", relativa all'oceano in senso generale. Gli obiettivi di conservazione del governo e dei proprietari tradizionali sono allineati, con questi ultimi che vogliono garantire che il loro "saltwater country" (in italiano paese di acqua salata) rimanga in buona salute e che nessuna pianta o animale si estingua nella zona. Molte specie ed ecosistemi hanno un significato culturale per le popolazioni locali, inclusa la megattera.
Il parco è diviso in diverse zone, con diversi livelli di protezione, che sono soggette a modifiche con l'evoluzione dei piani di gestione. Il piano iniziale comprendeva diverse zone, tra cui una zona santuario delle balene di circa 1.067 km² (412 miglia quadrate), due zone santuario comprendenti circa il 20% dell'area del parco marino intorno alle Isole Champagny e la scogliera di Montgomery, una zona dell'industria perlifera e un'area generale zone d'uso. Un altro 48% del parco è stato chiuso alla pesca a strascico e il 23% alla pesca commerciale. Il piano di gestione 2013-2023 ha mantenuto le zone specificate dal Conservation and Land Management Act 1984 (il "CALM Act"): zone di santuario, ricreative, per scopi speciali o di uso generale.
Il parco marino riconosce due grandi temi:
1. Habitat: comprende sia l'habitat geomorfico (come coste e piattaforme rocciose) che l'habitat biologico (come le fanerogame marine)
2. Specie di particolare interesse conservazionistico: comprende le specie elencate come aventi uno status di conservazione speciale (come le megattere) e le specie estratte per uso umano (come i pesci mirati).

L'accesso al parco avviene solitamente tramite una delle tante navi da crociera che operano tra Broome, Wyndham, Darwin e Cairns.

#### Parchi marini istituiti nel 2020
Un piano di gestione del 2016 prevedeva che questo parco, insieme al Lalang-garram / Horizontal Falls Marine Park e al North Kimberley Marine Park, facessero parte di quello che sarebbe stato chiamato il Great Kimberley Marine Park, coprendo circa 30.000 km² (12.000 mi²) delle acque costiere da ovest di Ganbadba (Talbot Bay) fino al confine con il Territorio del Nord.
Nel 2020 è stato pubblicato un nuovo piano di gestione, intitolato Lalang-gaddam Marine Park: Amended joint management plan for the Lalang-garram / Camden Sound, Lalang-garram / Horizontal Falls and North Lalang-garram marine parks and indicative joint management plan for the proposed Maiyalam Marine Park. È stato pubblicato prima della gazzetta ufficiale del proposto Maiyalam Marine Park ai sensi del CALM Act come riserva di Classe A. Secondo i nuovi accordi, la zonizzazione del parco della baia di Camden non cambierebbe, ma il piano è ora quello di unire i quattro parchi marini (Lalang-garram / Horizontal Falls Marine Park, North Lalang-garram Marine Park e il nuovo Maiyalam Marine Park) per formare il Lalang-gaddam Marine Park, il tutto nella zona marittima del popolo Dambeemangarddee. Questo piano sarà modificato da un altro piano definitivo di gestione congiunta della durata di 10 anni.
Il nuovo Maiyalam Marine Park aggiungerà 47.000 ettari (120.000 acri) alle riserve marine del Kimberley. Il piano più ampio è quello di creare un totale di 5.000.000 di ettari (12.000.000 di acri) di nuove riserve nazionali e marine nell'Australia Occidentale. La nuova ortografia, "Lalang-gaddam", riflette la pronuncia corretta della parola, e "Maiyalam" significa "tra le isole", o "un varco attraverso". Il nuovo Maiyalam Marine Park copre un'area al largo della costa nord-occidentale della baia di King e intorno all'isola Macleay. Il nuovo Lalang-gaddam Marine Park confina a sud-ovest con il proposto Mayala Marine Park (che copre l'Arcipelago del Bucaniere) e il North Kimberley Marine Park (acque Uunguu) a nord-est. Il confine terrestre e marittimo a sud confina con la terra dei Bardi Jawi e un proposto Bardi Jawi Marine Park. Le mappe mostrano l'estensione dei vari parchi marini, le determinazioni dei titoli nativi, le zone all'interno delle aree, ecc.
Dettagli come le aree portuali sono delineati nel piano. Un accordo sull'uso del territorio indigeno (ILUA) copre già i parchi marini di Lalang-garram/Camden Sound, Lalang-garram / Horizontal Falls e North Lalang-garram, ma sarà necessario un ulteriore ILUA per consentire la creazione del proposto Mayala Marine Park in conformità con il Native Title Act 1993. Gran parte della baia di Collier rimarrà una zona ad uso generale, ma l'insenatura di Walcott sarà zona protetta.